# Nadolnik (Chrostowa)
Nadolnik – przysiółek wsi Chrostowa w Polsce, położony w województwie łódzkim, w powiecie radomszczańskim, w gminie Gidle.
W latach 1975–1998 Nadolnik administracyjnie należał do województwa częstochowskiego.